# Петрович, Желько
Желько Петрович (вуковица: Жељко Петровић, гаевица: Željko Petrović; род. 13 ноября 1965, Никшич) — югославский футболист и футбольный тренер.

## Клубная карьера
Петрович начал свою футбольную карьеру в клубе «Будучност» из Титограда в 1986 году, проведя в команде 4 сезона. Перейдя в сезоне 1990/91 в загребское «Динамо», он своей игрой подтвердил, что является одним из лучших правых защитников страны, и уже 12 сентября 1990 года дебютировал за национальную сборную своей страны в матче против Северной Ирландии, который его команда выиграла со счётом 2:0. После чего он подписал контракт с испанской «Севильей» в 1991 году, однако в испанском клубе, по мнению футболиста, был избыток требований, и он вскоре покинул клуб, подписав контракт с нидерландским клубом «Ден Босх» в 1992 году, где вместе с клубом ему удалось выйти в Эредивизи, однако после вылета клуба в Эрстедивизи он присоединился к «Валвейку» в 1994 году. Именно в этом клубе он преуспел как атакующий правый полузащитник, где он забил 13 голов в общей сложности за 2 года. Игра Петровича не осталось незамеченной, и в 1996 году он перешёл в стан нидерландского гранда ПСВ. В свой первый сезон в ПСВ он показал, что может хорошо играть, забив в сезоне 5 мячей в 25 матчах. В своём втором сезоне в клубе сказался характер игрока, он был вовлечён в ссору с капитаном команды Артуром Нюманом, в результате чего редко появлялся на поле, сыграв 10 матчей. В 1997 году переехал в Японию, чтобы играть за «Урава Ред Даймондс», после чего вернулся в «Ваалвейк» в 2000 году, где закончил свою карьеру.

### Сборная
Он был видным игроком национальной команды Югославии в 1996—1997 годах, помог команде через отборочный турнир пробиться на чемпионат мира, а также представлял свою страну на Мундиале во Франции в 1998 году.

## Тренерская карьера
21 августа 2006 Петрович был назначен новым главным тренер португальской команды «Боавишта». В свой первый матч в качестве тренера «Боавишта» обыграла со счётом 3:0 лиссабонскую «Бенфику». Тем не менее он ушёл в отставку в октябре 2006 года после того, как провёл только полтора месяца в клубе. Следующий сезон 2007/08 Петрович был главным тренером «Валвейка», благодаря ему клуб занял второе место в голландском 2-й дивизионе, однако ему не удалось пробиться с командой в высший эшелон национального первенства. В сезоне 2008/09 работал помощником Мартина Йола в немецком «Гамбурге». 28 июля 2010 «Вест Хэм» подтвердил Петровича в качестве помощника главного тренера Аврама Гранта. 23 ноября 2010 года «Вест Хэм Юнайтед» расстался с Петровичем менее чем через четыре месяца. После своего отъезда он сделал острые комментарии о Премьер-лиге, усомнившись в его качестве. После чего 7 декабря 2010 года Петрович был назначен главным тренером японского клуба «Урава Ред Даймондс», выступающего в Джей-лиге. Тем не менее красные попали в зону вылета в результате серии плохих результатов в сезоне, вследствие этого 20 октября 2011 года Петрович за пять матчей до конца сезона был уволен с поста главного тренера. В феврале 2012 года стал помощником Гуса Хиддинка в «Анжи» после присланного им СМС 19 октября 2012 года стало известно, что главный тренер махачкалинцев Гус Хиддинк не полетел в Дагестан на матч «Анжи» — «Спартак», руководил же командой Петрович, победу со счётом 2:1 одержал «Анжи».